# Arts Music
Arts Music (spesso nota come ARTS) è una casa discografica tedesca specializzata nella produzione di dischi di musica classica.

## Storia
Fondata nel 1993 a Reisen (Eitting), in Baviera, la casa discografica Arts Music si è contraddistinta per la produzione di dischi di musica classica spaziando dal repertorio medioevale, rinascimentale e barocco fino ad autori dell'Ottocento e a noi contemporanei.
Il catalogo copre i principali compositori classici e include alcune rarità di Händel, Rossini e Verdi. Artisti acclamati nel panorama musicale, presenti in numerosi titoli, sono ad esempio l'Accademia Bizantina diretta da Ottavio Dantone, I Barocchisti diretti da Diego Fasolis, I Solisti Veneti diretti da Claudio Scimone, i Sonatori della Gioiosa Marca e il Theatrum Instrumentorum.
Oltre ai tradizionali CD, Arts produce musica anche su supporti quali SACD e DVD-Audio. In catalogo sono presenti anche svariati titoli video editi in DVD.

## Serie
Le serie presenti nel catalogo ARTS sono:
- ARTS Archives - rimasterizzazioni registrazioni di musica classica storiche provenienti da registrazioni di emittenti radiofoniche
- ARTS Red line - CD di musica classica registrati con tecniche audio tradizionali
- ARTS Blue line - CD di musica classica registrati digitalmente con tecniche audiofile (campionamento a 24 Bit/96 kHz)
- ARTS Authentic - dicitura che contraddistingue i dischi registrati da interpreti che impiegano strumenti d'epoca
- ARTS Crossing - serie di dischi di musica jazz, tango e spirituals